# HSPB6
HSPB6‏ (Heat shock protein family B (small) member 6) هوَ بروتين يُشَفر بواسطة جين HSPB6 في الإنسان.